# Manuel Calle Lombana
Manuel Calle Lombana fue alcalde de la ciudad de Villavicencio en el departamento del Meta en el año de 1958, donando todo su salario a obras de beneficencia. Sus restos se encuentra en el osario de la Iglesia de la Grama, siendo reconocido como uno de los personajes públicos más importantes de la segunda mitad del siglo XX de la ciudad de Villavicencio.